# Waiwhetū

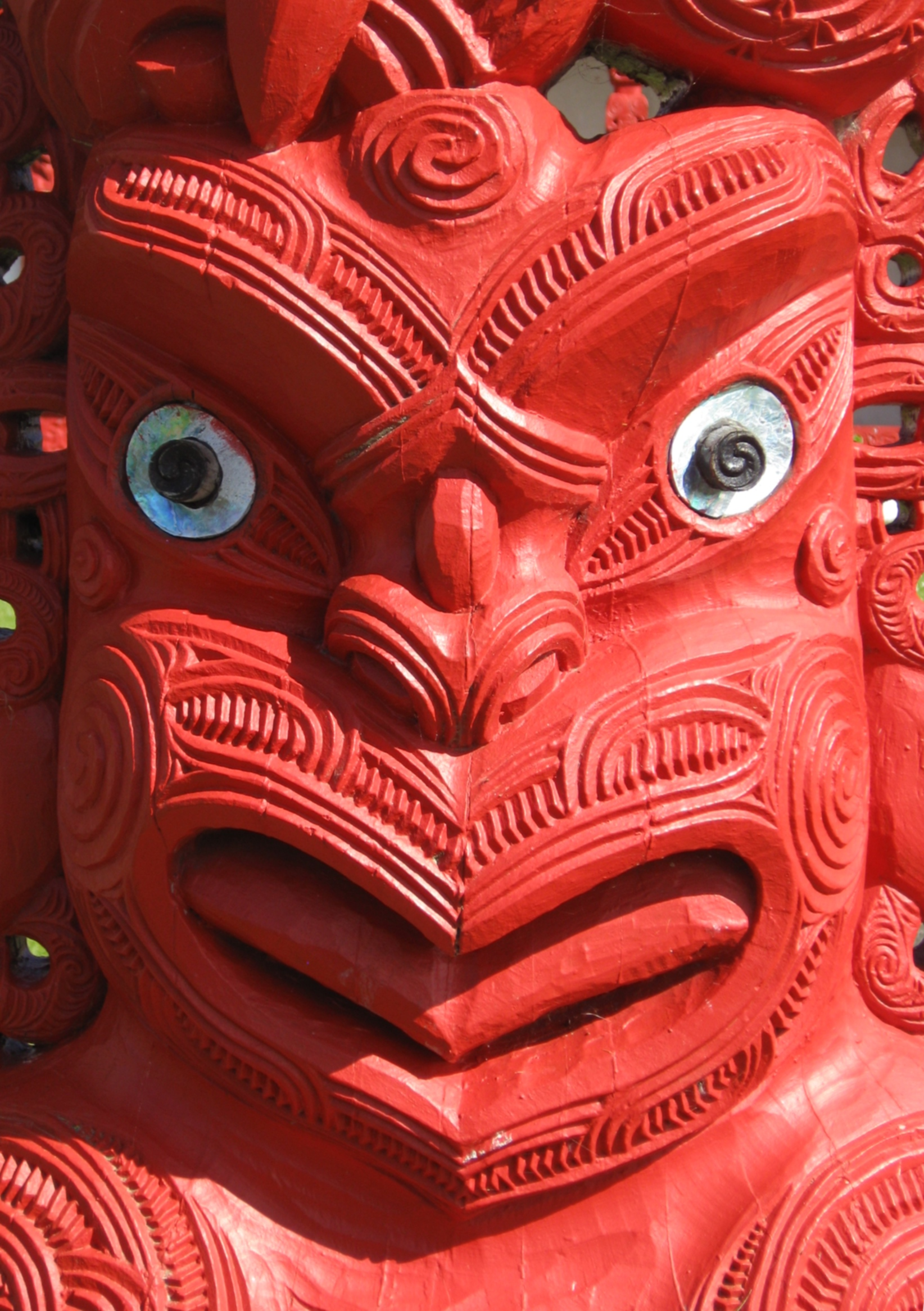
Détail de la sculpture de la maison Te waharoa au niveau du marae de Waiwhetū

Waiwhetū est une banlieue est de la cité de  Lower Hutt située dans la région de Wellington, dans le sud de l’Île du Nord de la Nouvelle-Zélande.

## Histoire
Au cours du XIXe siècle, le village européen fut issu de l’établissement du colon d’origine Irlandaise  Alfred Ludlam (en), qui était membre de 3 des 4 premières chambres du parlement de la Nouvelle-Zélande.
En 1840 , la banlieue fut constituée comme une réserve native (en) pour la tribu des  Te Āti Awa.
En 1930 , le gouvernement de la Nouvelle-Zélande acquis brutalement les terrains et y fit construire de nouvelles maisons pour les  Te Āti Awa.

## Situation
La ville est limitée au nord-est par la ville de Waterloo, au sud par celle de Gracefield, au sud-ouest par la ville de Moera, au nord-ouest par la ville de  Woburn.

## Installation
La banlieue comprend le marae de Waiwhetū  qui est, un marae terrain de rassemblement tribal) des Taranaki Whānui ki te Upoko o te Ika (en) et des  Te Āti Awa. 
Le marae, fut fondé en 1960, comprenant la wharenui (maison de réunion de « Arohanui ki te Tangata») , .

## Personnalités locales
Waiwhetū Marae est caractérisé par un certain nombre de sculptures significatives et une association rassemblant un certain nombre d’artistes Māori notables comprenant Rangi Hetet (en) (qui fit beaucoup pour les sculptures originales de ce marae ), mais aussi sa femme Erenora Puketapu-Hetet (en) et leur fille Veranoa Hetet (en). 
Le marae est associé aussi avec les Ihakara Puketapu (en) et les Ihaia Porutu Puketapu (en) Modèle:Failed verification.